# Равело
Равело (итал. Ravello) је насеље у Италији у округу Салерно, региону Кампанија.
Према процени из 2011. у насељу је живело 1523 становника. Насеље се налази на надморској висини од 365 м.

## Становништво
| 1931. | 1936. | 1951. | 1961. | 1971. | 1981. | 1991. | 2001. | 2011. |
| ----- | ----- | ----- | ----- | ----- | ----- | ----- | ----- | ----- |
| 2.054 | 1.921 | 2.486 | 2.594 | 2.415 | 2.315 | 2.422 | 2.508 | 2.462 |